# Casper Wrede (godsägare)
Wilhelm Casper Magnus August Wrede, född 26 december 1856 i S:t Karins, död 12 februari 1945 i Kimito, var en finländsk godsägare och målare. Han var bror till Carolus Wrede. 
Wreede var en av Robert Wilhelm Ekmans elever vid Finska konstföreningens ritskola i Åbo 1875–1878, studerade måleri i München 1879 och i Paris 1880–1881, men återvände sedan till Finland för att ägna sig åt jordbruk. Han utexaminerades 1885 från Mustiala lantbruksinstitut och förvärvade 1891 det wredeska släktgodset Gästerby i Kimito. Under tiden i Paris, där han första gången ställde ut 1881, betraktades han som en talang i klass med Albert Edelfelt. Wrede började först på äldre dagar ägna sig mera helhjärtat åt konsten; han var främst landskapsmålare, men nådde goda resultat även som porträttmålare. Han var känd som en föregångsman på den så kallade frivilliga kolonisationens område.